# Геркон

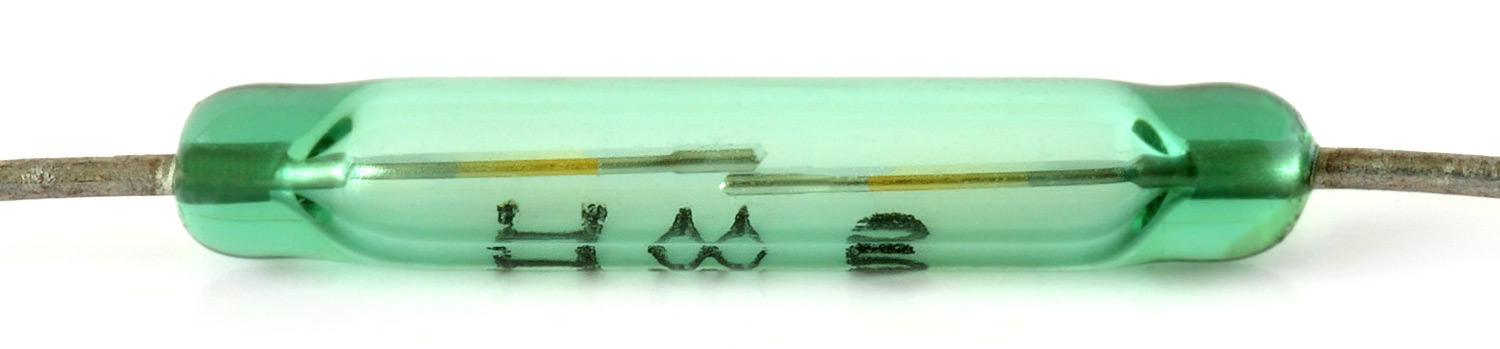
Геркон

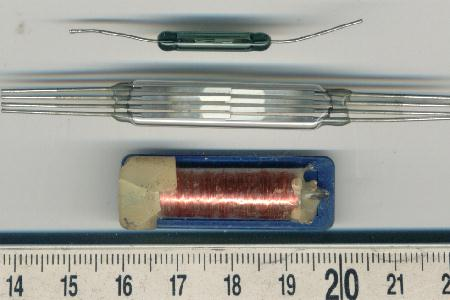
Герконы и герконовое реле

Герко́н — пружинные контакты в виде пластин из ферромагнитного материала в герметичном стеклянном баллоне. Контакты замыкаются или размыкаются под воздейстием магнитного поля. Геркон — краткая форма термина герметизированный магнитоуправляемый контакт, применяемого в рамках стандартизации. При действии магнитоуправляемые контакты совмещают функции контактов и участков электрических и магнитных цепей.  Особенностями герконов являются: простота конструкции, отсутствие регулировок, надежность, широкий диапазон рабочих температур (от -100 до +200°C).

## Конструкция
Герконы различаются по контактной группе:
- с нормально разомкнутым контактом (замыкает электрическую цепь при присутствии магнитного поля);
- с нормально замкнутым контактом (разрывает электрическую цепь при присутствии магнитного поля);
- с переключающимся контактом (при отсутствии магнитного поля замкнута одна пара выводов, при наличии — другая).

По конструктивным особенностям выделяют:
- «сухие» герконы (колба заполнена осушённым воздухом или специальным газом);
- ртутные, или «смоченные» герконы (контактирующие поверхности смочены плёнкой жидкой ртути для уменьшения электрического сопротивления контакта и предотвращения дребезга).

Обычно колба геркона наполнена азотом или инертным газом. Для увеличения допустимого коммутируемого напряжения некоторые типы герконов вакуумируются. В качестве материала для контактных пластин обычно используются сталь и никель с покрытием контактирующих поверхностей более стойкого металла (родий, рутений). Критическим показателем качества и надёжности геркона является герметичность в месте соприкосновения стекла корпуса и металла проводников.

## Параметры
- Магнитодвижущая сила срабатывания — значение напряжённости внешнего магнитного поля, при котором происходит замыкание контактов геркона.
- Магнитодвижущая сила отпускания — значение напряжённости магнитного поля, при котором происходит размыкание контактов геркона.
- Сопротивление изоляции — электрическое сопротивление зазора между контактами (в разомкнутом состоянии).
- Сопротивление контактного перехода — электрическое сопротивление контактов, которая образуется при замыкании контактов.
- Пробивное напряжение — напряжение, при котором происходит пробой геркона.
- Время срабатывания — время между моментом приложения управляющего магнитного поля и моментом первого замыкания электрической цепи герконом.
- Время отпускания — время между моментом снятия приложенного к геркону магнитного поля, и моментом размыкания электрической цепи герконом.
- Ёмкость — электрическая ёмкость между выводами геркона в разомкнутом состоянии.
- Максимальное число срабатываний — число срабатываний, при котором все основные параметры геркона остаются в допустимых пределах.
- Максимальная мощность — максимальная мощность, коммутируемая герконом.
- Коммутируемое напряжение.
- Коммутируемый ток.
- Рабочая температура окружающей среды.

## Преимущества
- Долговечность герконов, обусловленная отсутствием трения между деталями (более 1012 коммутационных циклов, в среднем — 1010 срабатываний)[6]. Если контакты геркона находятся в вакууме или инертном газе, они слабо изнашиваются при возникновении искры в момент коммутации.
- Не требуют электрического питания в отличие от датчика Холла.
- Меньший размер по сравнению с классическим реле, рассчитанным на такой же ток.
- Способность коммутировать сигналы очень малой мощности (порядка нВ или фА) без существенного повышения цены конечного изделия[6].
- Отсутствие вносимого шума и искажения сигнала[6].
- Высокое быстродействие по сравнению с электромеханическими реле[6].
- Высокое сопротивление изоляции между контактами (до 1015 Ом)[6].
- Удобство применения: изоляция контактов от влияния внешней среды (не требуют очистки), гальваническая развязка управляющих и коммутируемых цепей («сухой контакт»), отсутствие механической привязки к воздействующему элементу (постоянному магниту)[7].

## Недостатки
- Дребезг контактов из-за их высокой упругости. Для компенсации дребезга применяются контакты, смоченные ртутью, либо в схему включаются демпфирующие фильтры)[7].
- Больший вес по сравнению с открытыми контактами.
- Восприимчивость к внешним магнитным полям (для защиты применяются магнитные экраны)[8][9].
- Хрупкость. Герконы нельзя использовать в условиях сильных вибраций и ударных нагрузок.
- Ограниченная скорость срабатывания.
- Возможность самопроизвольного размыкания контактов геркона при больших токах[6][9].

В результате износа нормально разомкнутые контакты геркона могут «залипать» (не размыкаться при снятии магнитного поля). Существуют две основные причины такого явления:
- магнитострикционный эффект, когда после многократных срабатываний происходит притирание контактирующих поверхностей и удержание их в замкнутом положении под действием молекулярных сил;
- механическое защемление контактов из-за их электрической эрозии при работе на постоянном токе, когда на одном из них образуется острый выступ, а на другом — кратер.
- сваривание контактов при сильном токе.

## Применение

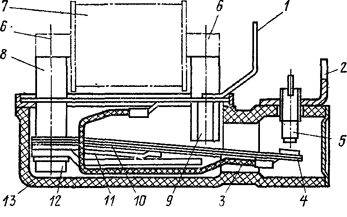
Герсикон типа КМГ-12. Токоведущая цепь герсикона состоит из токоподводов 1 и 2, гибкой связи 3, подвижного контакта 4 и регулируемого неподвижного контакта 5. Электромагнитный узел состоит из сердечника 6, обмотки 7, полюсов 8, 9, набора ферромагнитных пластин 10 и упора 11. Пластины 10 крепятся к полюсу 8 с помощью винта 12. Коммутирующая часть аппарата находится внутри герметичного керамического корпуса 13, заполненного инертным газом. Нажатие контактов регулируется в процессе сборки путём изменения положения неподвижного контакта 5. После регулировки контакт 5 пропаивается.

- Клавиатуры промышленных приборов и синтезаторов, до середины 1990-х годов применялись в клавиатурах компьютеров.
- Системы автоматики и безопасности (например, датчики открытия двери, позиционирования кабины лифта, верхней крышки ноутбука).
- Подводное оборудование (фонари для дайвинга и подводной охоты)[7].
- Тестовое и измерительное оборудование (например, в схемах электрических счётчиков[7], анемометров и велокомпьютеров).
- Медицинская и телекоммуникационная аппаратура[6].
- В качестве датчиков пантографов и токоприёмников троллейбусов с УАХ.

Для коммутации силовых электрических цепей предназначен герсикон (герметичный силовой контакт) — герконовое реле с увеличенным коммутационным током и дополнительными дугогасительными контактами. Герсиконы используют в цепях как переменного, так и постоянного тока для управления элементами сильноточной промышленной автоматики и электродвигателями с мощностью до 3 кВт. Выпускаются герсиконы на ток до 180 А с быстродействием до 1200 включений в час.
Гезакон (герметизированный запоминающий контакт) — герконовое реле, обладающее свойством памяти. Отличительной особенностью гезакона является возможность сохранения состояния (вкл/выкл) после снятия управляющего магнитного поля. Это происходит за счёт того, что подвижная часть пружины-контакта изготовлена из магнитожёсткого материала с прямоугольной петлёй гистерезиса, обладающего достаточной собственной намагниченностью для удержания контакта в замкнутом состоянии. Возврат гезакона в исходное состояние осуществляется наложением магнитного поля с обратным направлением вектора напряжённости.
Особая область применения герконов — устройства для передачи дискретных сигналов управления и защиты от перегрузок по току высоковольтных электро- и радиотехнических установок, таких как мощные лазеры, радары, радиопередающие устройства, электрофизические установки и другие виды аппаратуры, работающей под напряжениями 10—100 кВ. Специально для этих видов аппаратуры В. И. Гуревичем разработаны герконовые реле с высоковольтной изоляцией, так называемые «геркотроны» или «высоковольтные изолирующие интерфейсы».

## История
В 1922 году профессором Петербургского университета В. И. Коваленковым было изобретено реле с магнитоуправляемыми контактами (авторское свидетельство СССР № 466).
В 1936 году независимо двумя учёными — профессором Ленинградского электротехнического университета С. К. Улитовским и инженером американской компании Bell Telephone Laboratories Уолтером Эллвудом (англ. Walter B. Ellwood) — магнитоуправляемые контакты было предложено поместить в герметичную оболочку. Однако из-за невостребованности и технологической сложности производства это изобретение не сразу стало широко известным и было запатентовано только в 1941 году в США.
В конце 1940-х годов американская компания Western Electric начала использовать герконовые реле в телефонной станции своего центрального офиса.
В 1958 году в ленинградском НИИ проводной связи (НИИ-56) были созданы первые образцы советских герконов, а в 1959 году в НИИ городской и сельской телефонной связи (НИИТС) — опытные образцы герконовых реле. Необходимость серийного производства герконов в СССР возникла в 1960-х годах в связи с массовой телефонизацией страны, широким распространением АТС и другого высокоточного оборудования, необходимого для их функционирования. В прогнозах научно-исследовательских институтов Министерства связи СССР было обосновано использование герконов в качестве коммутирующих элементов и сервисных реле матричных полей АТС. Такие выводы подтверждались развитием производства герконов для этих целей в США, начиная с середины 1950-х годов.
Промышленное производство советских герконов и герконовых реле было начато на ленинградском заводе «Красная заря». 25 ноября 1966 года Приказом Министра электронной промышленности СССР № 161С было предписано организовать специализированное производство герконов Рязанскому металлокерамическому заводу, созданному в 1963 году для производства сверхвысокочастотных металлокерамических электронных ламп. За счёт снижения плановых заданий по выпуску электронных ламп на заводе освобождены производственные мощности, годовой выпуск герконов предписывалось довести к 1975 году до 25 млн штук. К началу 1990-х годов объём производства вырос до 230 млн штук, что составляло примерно четверть мирового рынка. В настоящее время ОАО «Рязанский завод металлокерамических приборов» остаётся единственным в России и странах СНГ производителем герконов. В 2013 году завод занимал 15 % мирового рынка герконов, за 45 лет им было выпущено 3,5 млрд единиц продукции.

## Перспективы
Расцвет развития герконов пришёлся на 1970-е годы. В настоящее время во многих приложениях они вытесняются твердотельными элементами — датчиками Холла.
Отличие геркона от датчика Холла:
- геркон механически замыкает (или размыкает) электрическую цепь при определённом изменении напряжённости магнитного поля;
- датчик Холла — это полупроводниковое устройство, через которое во время работы протекает электрический ток и возникает поперечная разность потенциалов, пропорциональная напряжённости магнитного поля.

С начала 2000-х годов наблюдается тенденция к применению миниатюрных герконов (с длиной герметизирующего баллона менее 15 мм). В таких моделях повышается чувствительность, быстродействие, резонансная частота, снижается время дребезга, но уменьшаются электрическая прочность изоляции, верхние пределы коммутируемых токов и напряжений, а также сила контактного нажатия и, как следствие, появляется проблема увеличения переходного сопротивления и снижения его стабильности. По состоянию на 2008 год, самый миниатюрный и наиболее чувствительный геркон в мире — с длиной баллона 4,31 мм — серийно производился американской компанией Hermetic Switch Inc., на 2017 год — с длиной баллона 4,01 мм той же компании. Однако неизвестен процент выхода годной продукции подобных изделий. В 2005 году японская фирма OKI сообщила об изготовлении образцов герконов с длиной баллона всего 2 мм, однако о возможностях их промышленного производства ничего не известно.